# Powiat Jarotschin
Powiat Jarotschin (niem. Kreis Jarotschin, pol. powiat jarociński) – niemiecki powiat istniejący w okresie od 1887 do 1919 r. na terenie prowincji poznańskiej.
Powiat Jarotschin utworzono w 1887 r. z części powiatów Pleschen, Schrimm i Wreschen. W 1918 r. w prowincji poznańskiej wybuchło powstanie wielkopolskie przeciwko rządom niemieckim i powiat Jarotschin znalazł się pod kontrolą powstańców. W 1919 r. w ramach traktatu wersalskiego terytorium powiatu trafiło do państwa polskiego. Podczas II wojny światowej okupacyjne władze niemieckie utworzyły w okupowanej Wielkopolsce powiat Jarotschin obejmujący również obszar dawnego powiatu Pleschen. Po zajęciu Wielkopolski przez Armię Czerwoną obszar ponownie objęła polska administracja.
W 1910 r. powiat obejmował 145 gmin o powierzchni 721,34 km² zamieszkanych przez 51.626 osób.